# Asakura, Fukuoka
Asakura (朝倉市 Asakura-shi) là một thành phố thuộc tỉnh Fukuoka, Nhật Bản. Thành phố được thành lập ngày 20 tháng 3 năm 2006 khi sáp nhập thị trấn Asakura, với thành phố Amagi, và thị trấn Haki.

## Các lễ hội và sự kiện
- Lễ hội Dorouchi (泥うち祭り)
- Lễ hội Oshiroi (おしろい祭り)